# 剪秋罗
剪秋罗（学名：Lychnis fulgens）是石竹科剪秋罗属的植物。

## 形态
多年生草本，高50-100厘米，密被细毛。根丛生，稍肥厚，呈圆柱状。椭圆状披针形的叶子对生，无柄或有短柄，至卵状披针形，长4-9厘米，宽2-3厘米，两面有细毛。夏秋开深红色花，稀为白色，聚伞花序具多数花，生茎端和上部叶腋；花瓣有不规则的深裂，裂片有缺刻状齿；花期7-8月，果期9月。

## 分布
分布在日本、俄罗斯、朝鲜以及中国大陆的云南、山西、内蒙古、黑龙江、河北、四川、辽宁、吉林等地，生长于海拔20米至500米的地区，多生长在低山疏林下和灌丛草甸阴湿地，目前尚未由人工引种栽培。

## 别名
大花剪秋罗（华北经济植物志要）